# Jorge Serrano (futbolista panameño)
Jorge Luis Serrano (La Chorrera, Panamá; 19 de enero de 1998) es un futbolista panameño. Juega como volante y su equipo actual es el F. C. Motagua de la Liga Nacional de Honduras.

## Trayectoria

### Inicios
Formado en las categorías inferiores del San Francisco FC, hizo grandes apariciones con el equipo reservas durante su recorrido hasta 2017.
Hizo su debut el 4 de febrero de 2017 contra el equipo del Sporting San Miguelito, en un partido correspondiente a la LPF durante el Clausura 2017. Hizo su debut a los 19 años con el equipo mayor del San Francisco FC.

### San Francisco FC
Pasó a formar parte de la plantilla del equipo mayor para la temporada 2018-19, iniciando su participación disputando el Torneo Apertura 2018. Logró un subcampeonato con el equipo para el Torneo Clausura 2019.

### CA Independiente
Llegó en 2021 como agente libre al Club Atlético Independiente de La Chorrera, durante el mercado de verano, luego de su paso por el archirrival de ciudad. Salió campeón de los Torneo Clausura 2022 y del Torneo Apertura 2023 y también del Torneo Clausura 2023 en donde jugó 14 partidos, anotó 3 goles y dio 3 asistencia.

### FC Motagua
El 24 de diciembre de 2023 fue anunciado como nuevo jugador del FC Motagua, cedido por el Club Atlético Independiente de La Chorrera.

## Selección nacional

### Selección absoluta
Su debut con la selección absoluta fue el 12 de marzo de 2023 en el empate 1 a 1 contra Guatemala en el PayPal Park en un partido amistoso en los Estados Unidos.

## Clubes
| Club                | País     | Año             |
| ------------------- | -------- | --------------- |
| San Francisco FC    | Panamá   | 2017 - 2021     |
| CA Independiente    | Panamá   | 2021 - Presente |
| FC Motagua (cedido) | Honduras | 2024 - Presente |

## Palmarés

### Títulos nacionales
| Título          | Club             | País     | Año  |
| --------------- | ---------------- | -------- | ---- |
| Torneo Clausura | CA Independiente | Panamá   | 2022 |
| Torneo Apertura | CA Independiente | Panamá   | 2023 |
| Torneo Clausura | CA Independiente | Panamá   | 2023 |
| Torneo Apertura | FC Motagua       | Honduras | 2024 |